# John M. Lounge
John Michael Lounge, dit Mike Lounge, né le 28 juin 1946 et mort le 1er mars 2011, est un astronaute américain.

## Biographie
John Lounge a trois enfants d'un premier mariage : Shannon, Kenneth, et Kathy.
Il meurt le 1er mars 2011 à 64 ans.

## Vols réalisés
- 27 août 1985 : Discovery (STS-51-I)
- 29 septembre 1988 : Discovery (STS-26)
- 2 décembre 1990 :  Columbia (STS-35)

## Hommages
Une rue de Burlington est nommée en son honneur la "Mike Lounge Drive".